# Kagurazaka (metropolitana di Tokyo)
La Stazione di Kagurazaka (神楽坂駅?, Kagurazaka-eki) è una stazione della Metropolitana di Tokyo, si trova nel quartiere di Shinjuku ed è una stazione della linea Tōzai. La stazione si trova lungo il viale Waseda Dōri.